# A.J. Cole
Alfred James Cole III, detto A.J. (Atlanta, 27 novembre 1995), è un giocatore di football americano statunitense che milita nel ruolo di punter per i Las Vegas Raiders della National Football League (NFL). Al college ha giocato per l'Università Statale della Carolina del Nord. Alla stagione 2024 è il secondo miglior punter della storia della NFL per media yard per punt, con 48,6.

## Carriera universitaria
Cole, originario di Atlanta in Georgia, iniziò a giocare a football nella locale Woodward Academy per poi iscriversi nel 2015 all'Università statale della Carolina del Nord (NC State) dove per quattro anni fu il punter titolare dei Wolfpack impegnati nell'Atlantic Coast Conference (ACC) della Divisione I della Football Bowl Subdivision (FBS) della NCAA.
Nella sua carriera al college Cole fece registrare complessivamente 220 punt calciati per 9.288 yard totali con una media di 42,2 yard per punt, risultando il terzo miglior punter della storia dell'università. Cole fu inserito tra i finalisti del Wuerffel Trophy nel 2017 e tra i semifinalisti nel 2018.
| Stagione | Stagione | Stagione   | Stagione   | Stagione | Punt | Punt  | Punt  | Punt |
| Anno     | Squadra  | Campionato | Conference | P        | Cal. | Yard  | Media | Lung |
| -------- | -------- | ---------- | ---------- | -------- | ---- | ----- | ----- | ---- |
| 2015     | NC State | FBS Div. I | ACC        | 13       | 66   | 2.750 | 41,7  | 72   |
| 2016     | NC State | FBS Div. I | ACC        | 13       | 51   | 2.104 | 41,3  | 72   |
| 2017     | NC State | FBS Div. I | ACC        | 12       | 54   | 2.358 | 43,7  | 69   |
| 2018     | NC State | FBS Div. I | ACC        | 13       | 49   | 2.076 | 42,4  | 72   |
| Totale   | Totale   | Totale     | Totale     | 56       | 220  | 9.288 | 42,2  | 72   |

Fonte: Football Database
In grassetto i record personali in carriera — Statistiche aggiornate alla stagione 2018

## Carriera professionistica

### Oakland/Las Vegas Raiders
Dopo non essere stato scelto nel Draft NFL 2019, il 6 maggio 2019 Cole firmò da undrafted free agent con gli Oakland Raiders dopo un breve periodo di allenamento con la squadra, riuscendo a superare Johnny Townsend per il ruolo di punter titolare della stagione.

#### Stagione 2019

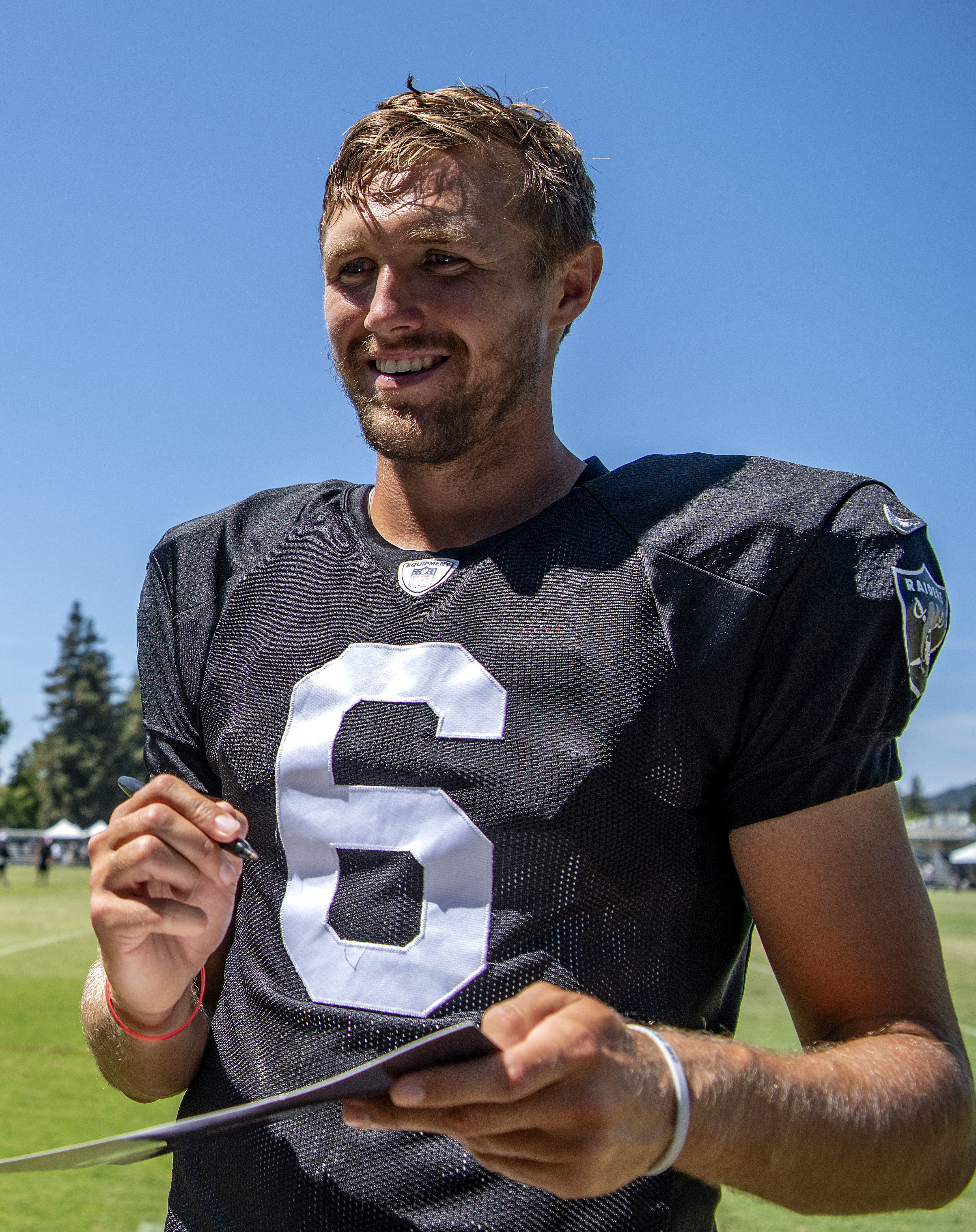
A. J. Cole nel 2019

Cole debuttò nella NFL il 9 settembre 2019, nella gara di settimana 1 contro i Denver Broncos, calciando 3 punt per un totale di 134 yard. Alla settimana 16, il 22 dicembre 2019 contro i Los Angeles Chargers, calciò il suo punt più lungo di 74 yard. Cole concluse la sua stagione da rookie con 67 punt per 3.081 yard e una media di 46,0 yard per punt.

#### Stagione 2020
Cole fece registrare la sua migliore prestazione stagionale alla settimana 12, nella sconfitta patita dai Raiders contro gli Atlanta Falcons, con 5 punt calciati, tra cui il più lungo della stagione con 63 yard, e una media di 48,6 yard per punt. Complessivamente in stagione calciò 44 punt per un totale di 1 939 yard e una media di 44,1 yard per punt.

#### Stagione 2021
All'esordio stagionale, il 13 settembre 2021 nella vittoria dei Raiders contro i Baltimore Ravens, Cole calciò 6 punt per 316 yard totali e una media di 52,7. Alla settimana 3 contro i Miami Dolphins calciò 4 punt con una media di 54,0 yard per punt. Il 10 ottobre 2021, alla settimana 5 contro i Chicago Bears, Cole fece registrare una media di 56,0 yard per punt con 4 punt calciati. Nella partita successiva, il 17 ottobre 2021 contro i Denver Broncos, Cole calciò altri 4 punt, di cui uno di 71 yard, con una media di 57,0 yard per punt. Alla settimana 10, il 14 novembre 2021 contro i Kansas City Chiefs, calciò un punt di 61 yard e poi contrastò il punt returner Mike Hughes forzando un fumble. Contro il Washington Football Team, il 5 dicembre 2021 nella settimana 13, Cole calciò 4 punt con una media di 50,5 yard per punt, ripetendosi la settimana successiva contro i Chiefs (3 punt con media di 50,0 yard per punt).
Il 9 dicembre 2021 Cole firmò un'estensione contrattuale di 4 anni con i Raiders per 12,4 milioni di dollari.
Al termine della stagione Cole risultò il miglior punter della NFL per yard medie per punt (50,0) e fu convocato per il suo primo Pro Bowl e inserito nel First-team All-Pro.

#### Stagione 2022
All'inizio della stagione Cole fu nominato, per la prima volta in carriera, tra i capitani della squadra. Nella partita di settimana 4, la prima vittoria stagionale dei Raiders contro i Denver Broncos per 32-23, Cole calciò 4 punt per 215 yard e una media di 53,8. Nella gara del decimo turno, la sconfitta per 20-25 contro gli Indianapolis Colts, Cole calciò 5 punt per 294 yard totali ed una media di 58,8 calciando anche il suo punt più lungo in stagione di 67 yard. Il 6 dicembre 2022 Cole fu nominato come finalista per i Raiders per il Walter Payton NFL Man of the Year Award, uno dei principali onori della lega che premia il giocatore che più si è distinto nel volontariato e nelle opere di beneficenza, oltre che per la sua eccellenza sul campo di gioco.
A fine stagione Cole fu convocato per il suo secondo Pro Bowl di fila, in sostituzione di Tommy Townsend impegnato nel Super Bowl LVII.

#### Stagione 2023
Nella gara del nono turno, la vittoria 30-6 contro i New York Giants, Cole calciò cinque punt per un totale di 318 yard, fissando il nuovo record della NFL per yard media guadagnate su punt in una gara, con 63,6 yard. Nella partita di settimana 14, la sconfitta 0-3 contro i Minnesota Vikings, Cole calciò otto punt con una media di 54,1 e di cui uno di 83 yard, stabilendo così il nuovo record di franchigia per il punt più lungo, superando il precedentemente primato di 80 yard detenuto da Shane Lechler. Concluse l'annata con le migliori statistiche in carriera: 75 punt calciati per 3 783 yard e una media di 50,4 yard per punt.
Al termine della stagione fu convocato al suo terzo Pro Bowl di fila,, inserito nel The Players' All-Pro Team della NFLPA, l'Associazione dei Giocatori della lega, nell'All-NFL Team della Pro Football Writers of America, e per la seconda volta in carriera nel First-team All-Pro dell'Associated Press.

#### Stagione 2024
Anche nella stagione 2024, malgrado le prestazioni complessive della squadra non fossero brillanti, Cole si confermò tra i migliori punter della lega, sia tra quelli attuali che in assoluto. Nella gara del quarto turno, la vittoria 20-16 contro i Cleveland Browns, calciò quattro punt, il più lungo da 67 yard e con una media di 58,0 yard per punt. Nella gara successivo, la sconfitta 18-34 contro i rivali di divisione dei Denver Broncos, mise a tabellino cinque punt, il più lungo da 61 yard, per 267 yard totali e una media di 53,4. Anche nella gara del sesto turno, la sconfitta 13-32 contro i Pittsburgh Steelers, Cole ebbe un'altra prestazione di rilievo: malgrado un punt bloccato dagli avversari, concluse la gara con tre punt calciati con una media di 56,7 yard per punt, risultato che lo portò ad una media stagionale di 52,9 yard per punt, primo nella lega a quel punto dell'annata. Nella gara del dodicesimo turno, la sconfitta 19-29 contro i Broncos, Cole fu protagonista di un'azione a sorpresa: disposti i Raiders in formazione per calciare un punt sulle loro 30 yard, ricevuta la palla Cole invece di calciarla effettuò un passaggio di 34 yard per Divine Deablo che guadagnò il primo down, mantenendo così il possesso di palla per la squadra di Las Vegas che poi chiuse il drive con la segnatura di un field goal. Nella gara del quindicesimo turno contro gli Atlanta Falcons Cole, arrivato fin lì con una media stagionale di 51,7 yard per punt che lo poneva al primo posto della lega, ebbe una prestazione assai lontana da tale standard con una media di 39,8 ottenuta con quattro punt calciati per 159 yard, risultato dovuto anche ad un punt deviato nel primo quarto di gara e uno bloccato nel terzo quarto. Terminò il suo sesto anno con i Raiders calciando 65 punt per 3 304 con una media di 50,8 che lo poneva al secondo posto tra i giocatori col suo ruolo.

#### Stagione 2025
Il 26 maggio 2025 Cole, entrato nell'ultimo anno del contratto in essere con i Raiders, firmò un'estensione contrattuale quadriennale, quindi fino a tutto il 2029, del valore di 15,8 milioni di dollari, di cui 11 milioni garantiti, diventando così il punter più pagato della lega.

## Palmarès
- Convocazioni al Pro Bowl: 3

2021, 2022, 2023
- First-team All-Pro: 2

2021, 2023

## Statistiche

### Stagione regolare
| Stagione | Stagione | Stagione | Punt | Punt   | Punt  | Punt | Punt |
| Anno     | Squadra  | P        | Cal. | Yard   | Media | Max  | Blc  |
| -------- | -------- | -------- | ---- | ------ | ----- | ---- | ---- |
| 2019     | OAK      | 16       | 67   | 3 081  | 46,0  | 74   | 0    |
| 2020     | LV       | 16       | 44   | 1 939  | 44,1  | 63   | 0    |
| 2021     | LV       | 17       | 64   | 3 202  | 50,0  | 71   | 0    |
| 2022     | LV       | 17       | 59   | 2 884  | 48,9  | 67   | 0    |
| 2023     | LV       | 17       | 75   | 3 783  | 50,4  | 83   | 0    |
| 2024     | LV       | 17       | 65   | 3 304  | 50,8  | 71   | 2    |
| Totale   | Totale   | 100      | 374  | 18 193 | 48,6  | 83   | 2    |

### Playoff
| Stagione | Stagione | Stagione | Punt | Punt | Punt  | Punt | Punt |
| Anno     | Squadra  | P        | Cal. | Yard | Media | Max  | Blc  |
| -------- | -------- | -------- | ---- | ---- | ----- | ---- | ---- |
| 2021     | LV       | 1        | 2    | 99   | 49,5  | 58   | 0    |
| Totale   | Totale   | 1        | 2    | 99   | 49,5  | 58   | 0    |

Fonte: NFL.com PFR  — Statistiche alla stagione 2024

In grassetto i record personali in carriera —      Leader della lega in stagione —      Record di franchigia